# Сколник, Алекс
Александр (А́лекс) Натан Ско́лник (англ. Alexander Nathan Skolnick; род. 29 сентября 1968, Беркли, Калифорния) — американский гитарист, играющий в разных стилях (трэш-метал, хэви-метал, джаз). Наиболее известен как лид-гитарист американской трэш-метал-группы Testament. Согласно голосованиям журнала Guitar World, входит в список 100 лучших гитаристов мира и в список 50 самых быстрых гитаристов мира. Также Loudwire поместил его на 24 место в своем списке «Топ-66 лучших хард-рок/метал-гитаристов всех времён».

## Биография
Алекс Натан Сколник родился 29 сентября 1968 года в Беркли (Калифорния), в еврейской семье. Его отец — криминолог Джером Сколник (англ. Jerome Herbert Skolnick, род. 1931) — профессор Нью-Йоркского университета; мать — социолог Арлин Силберстейн (англ. Arlene Silberstein Skolnick, род. 1934). В раннем возрасте он начал тяготеть к рок-музыке, особенно ему нравилась группа Kiss. Наибольшее влияние на него оказали гитаристы: Эдди Ван Хален, Ренди Роудз, Джимми Хендрикс, Эрик Клэптон, Джонни Винтер, Эйс Фрэйли, Ингви Мальмстин, Джефф Бек, Kiss и Scorpions. Наставником Сколника был Джо Сатриани, у которого Алекс учился с 14 лет. Сатриани заложил фундамент будущего стиля гитариста. Позже Алекс в одном из интервью заметил, что стал использовать полученные у Сатриани теоретические знания только к 20-летнему возрасту.
В то время, когда Сколник начал искать себе группу, его уровень был уже гораздо выше сверстников. От своего знакомого он узнал, что есть группа, которая играет жёсткую музыку и им как раз нужен гитарист. Алекс никогда не был фанатом метала и спросил у учителя, как ему быть. Тот ответил: «Иди, даже если ничего не выйдет, ты всё равно наберёшься опыта». Так он и попал в молодую трэшевую группу под названием Legacy. Там он заменил бывшего гитариста Деррика Рамиреса.
С приходом Алекса была записана демоверсия из 4-х песен, в записи которой участвовал ударник Майк Роншетт. Эта кассета сразу стала пользоваться большой популярностью, а вскоре был подписан контракт с лейблом, а группа поменяла название на броское Testament. Первый альбом The Legacy группа записала с новым вокалистом Чаком Билли в 1987 году. Диск был назван лучшим альбомом мая 1987 года и очень удивил и порадовал металлическую тусовку. Мощные риффы главного автора Эрика, переплетались с сольными партиями гитары Алекса, в которых была неоклассика, блюзовые фразы, а всё это подкреплялось сильным вокалом Чака Билли. Следующая пластинка The New Order (1988) так же хорошо раскупалась в магазинах.
В 1988 году произошло важное для Алекса событие — по телевизору он увидел трубача Майлса Дэвиса, основателя многих подстилей и ответвлений в джазе. Это перевернуло всё сознание гитариста и повлияло на его дальнейшее творчество.
В 1991 году Алекс отправляется в тур с джазовым бас-гитаристом Стью Хаммом. В это время он понимает, что с Testament его дороги расходятся. Он понимает, что нужна ему немного другая музыка. Записав The Ritual, он уходит из коллектива и в 1994 году примыкает к группе Savatage. Его работу можно слышать на пластинке Handful of Rain (1994). Затем Алекс покидает Savatage, решая полностью посвятить себя джазу.
Также играл у Оззи Осборна в 1995 году.
В 1998 году он перебирается в Нью-Йорк, где преподаёт в гитарном институте. Он также записывает одну композицию в составе Trans-Siberian Orchestra — «Christmas Eve Sarajevo 12/24», а также участвует в их турне. А затем создаёт джазовое трио Alex Skolnick Trio.
В 2001 году Эрик Питерсон приглашает его в качестве сессионного гитариста для записи альбома First Strike Still Deadly, а в 2005 году Алекс Сколник возвращается на должность постоянного гитариста и делит соло-партии с Эриком Питерсоном.
В настоящее время, Алекс записывал альбом в рамках проекта Planetary Coalition, который включает в альбоме множество музыкантов, играющих на разных инструментах из разных частей планеты. В итоге альбом был номинирован на премию Грэмми и был признан одним из лучших альбомов 2014 по версии Guitar World.
Начиная с 2014 года, вместе со своим коллегой по Testament Чаком Билли участвует в супер-группе Metal Allegiance, который также выпустил два альбома с участием музыкантов из таких групп как Pantera, Testament, Exodus, Overkill, Machine Head, Megadeth, Dream Theater, Hatebreed, Lamb Of God, Lacuna Coil.